# Frietzakbekermos
Frietzakbekermos of patatzakbekermos (Cladonia humilis) is een soort korstmos uit het geslacht Cladonia.

## Determinatie
Het primaire thallus bestaat uit grondschubben die aan de bovenkant groen tot grijsgroen van kleur zijn en aan de onderkant opvallend helderwit. Ze zijn vrij groot (diameter tot 1 cm), altijd rechtopstaand tot opgericht en vormen losse tot vrij dichte zoden, vaak dakpansgewijs. Meestal zijn er sorediën op de grondschubben aanwezig. De grondschubranden zijn ondiep ingesneden.
Frietzakbekermos vormt bijna altijd podetiën; bij deze soort zijn deze altijd bekervormig. Ze zijn doorgaans grijsgroen van kleur en aan zowel de binnen- en buitenkant fijn soredieus (sorediën wit tot lichtgroen van kleur). De buitenkant van een beker heeft echter ook gladde, groene, beschorste delen. Ook zijn er op de buitenkant relatief grote schubben te vinden, alhoewel dit er maar weinig zijn. De bekers zijn plomp en veelal relatief breed met vaak een ruwweg omgekeerd-kegelachtige vorm, zoals bij een puntzak. De beker gaat dus geleidelijk over in de 'steel'. Op de (boven)randen van de bekers zijn vaak bruine tot zwarte, puntvormige pycnidiën aanwezig. Soms groeien er spruiten uit de bekerranden.
De vorming van apotheciën is zeldzaam bij deze soort. Ze zijn bruin tot zwart van kleur en zitten op holle, soms vertakte apotheciumstelen aan de randen van de bekers.

### Kleurreacties
Frietzakbekermos heeft de volgende kenmerkende kleurreacties: gewoonlijk K+ (en dan altijd geel), maar soms ook K−, C−, KC−, P+ (steenrood) en UV−.

### Gelijkende taxa
Frietzakbekermos is van alle andere gelijkende taxa te onderscheiden doordat zij de enige soort is met zeer fijn soredieuze, bekervormige podetiën in combinatie met de nooit ontbrekende, grote, altijd opgerichte of rechtopstaande grondschubben met een opvallend helderwitte onderkant.

## Ecologie
Frietzakbekermos is vooral een terrestrische soort. Ze groeit vaak op zandgrond in tamelijk ruderale milieus zoals bermen, afgravingen, tuinen, spoordijken en parkeerterreinen. Ook wordt de soort veel aangetroffen op steilkanten in duin- en in heidegebieden en tevens in kalkgraslanden en zilte graslanden. Verder wordt frietzakbekermos zo nu en dan aangetroffen in de voegen van weinig betreden plaveisel (vooral klinkers), tussen basaltblokken van dijken en in muurvegetatie van vooral oude muren van baksteen. Zelden wordt de soort ook epifytisch aangetroffen.

## Verspreiding
Frietzakbekermos heeft een kosmopolitische verspreiding. De soort wordt aangetroffen in Afrika, Azië, Australië, Europa, Noord-Amerika en Zuid-Amerika. In Nederland komt het vrij algemeen voor. In de kustduinen wat vaker dan in het binnenland. Het is niet bedreigd en staat niet op de rode lijst.